# Рохас, Симон де
Святой Симон де Рохас (исп. Simón de Rojas, 28 октября 1552, Вальядолид — 29 сентября 1624, Мадрид) — испанский католический священник из ордена тринитариев, духовник и теолог. Известен как «Апостол Аве Мария».
Канонизирован папой Иоанном Павлом II в 1988 году.

## Биография
Родился 28 октября 1552 года в Вальядолиде; его первыми словами были «Аве Мария», что предзнаменовало его огромную преданность Деве Марии. В 1572 году поступил в тринитарский монастырь в Вальядолиде и принёс монашеские обеты. В 1577 году во время обучения в Саламанкском университете (1573—1579) был рукоположен в сан священника.
Преподавал философию и теологию в Толедо с 1581 по 1587 год. С 1588 года до своей смерти исполнял обязанности настоятеля в различных орденских монастырях. Учредил религиозную конгрегацию «Рабы Пресвятой Девы Марии», которая заботилась о бедных. Был духовником испанской королевы Маргариты Австрийской; в 1611 году совершил последние таинства над умирающей королевой. В 1619 году назначен наставником инфантов, а в 1621 года избран провинциалом Кастилии. Эти две должности Рохас принял только при условии, что он сможет продолжать свою работу с бедными. Благодаря своему влиянию при дворе, он добился того, чтобы «Аве Мария» было выгравировано золотыми буквами на фасаде королевского дворца в Мадриде. В 1622 году стал духовником королевы Изабеллы де Бурбон.
Умер 28 сентября или 29 сентября 1624 года в Мадриде в ореоле святости.

## Почитание
Беатифицирован 19 марта 1766 года папой Климентом XIII и канонизирован 3 июля 1988 года папой Иоанном Павлом II.
День памяти — 28 сентября.